# 滕霄
滕霄（1425年—？），字鳳翔，浙江山陰人，明朝政治人物、進士出身。

## 生平
天順三年（1459年）應天府乡试第三名举人，四年联登庚辰科会试第123名，三甲進士，初授理刑进士，半年考称，七年十二月擢監察御史。成化二年巡按凤阳等府，三年八月以行止不端被纠，贬云南富民知县。

## 家族
曾祖滕福。祖父滕生。父滕惟學。母盧氏。具庆下。兄霖、雲。弟霁、霦。